# Chapelle de la Trinité de Henri-Chapelle
Pour les articles homonymes, voir Chapelle de la Trinité.
La chapelle de la Trinité est un édicule religieux classé situé dans le village belge de Henri-Chapelle faisant partie de la commune de Welkenraedt en province de Liège. Elle aussi appelée la Croix de Pierre.

## Localisation
La chapelle en forme d'édicule se trouve en pleine campagne, le long de la chaussée de Liège (route nationale 3) à Henri-Chapelle à proximité de l'entrée (portails en pierre de taille) de la propriété sise au no 53. L'édicule se situe à quelques mètres en retrait et au sud de la chaussée.

## Historique
L'édicule a été réalisé en 1753 comme l'indique le long chronogramme en latin : LAUDETUR JUGITER  SANCTISSIMA ATQUE INEFFABILIS IN PERSONIS TRINITAS VERAQUE IN NATURA UNITAS. Ce chronogramme  peut se traduire par : la très sainte, ineffable et véritable Trinité à travers ces personnages ainsi que l'unité dans la nature [doivent] être constamment loués (priés).
Les trois ormes classés qui entouraient l'édicule ont disparu à la fin du XXe siècle. De jeunes arbres sont plantés vers 2007.

## Description

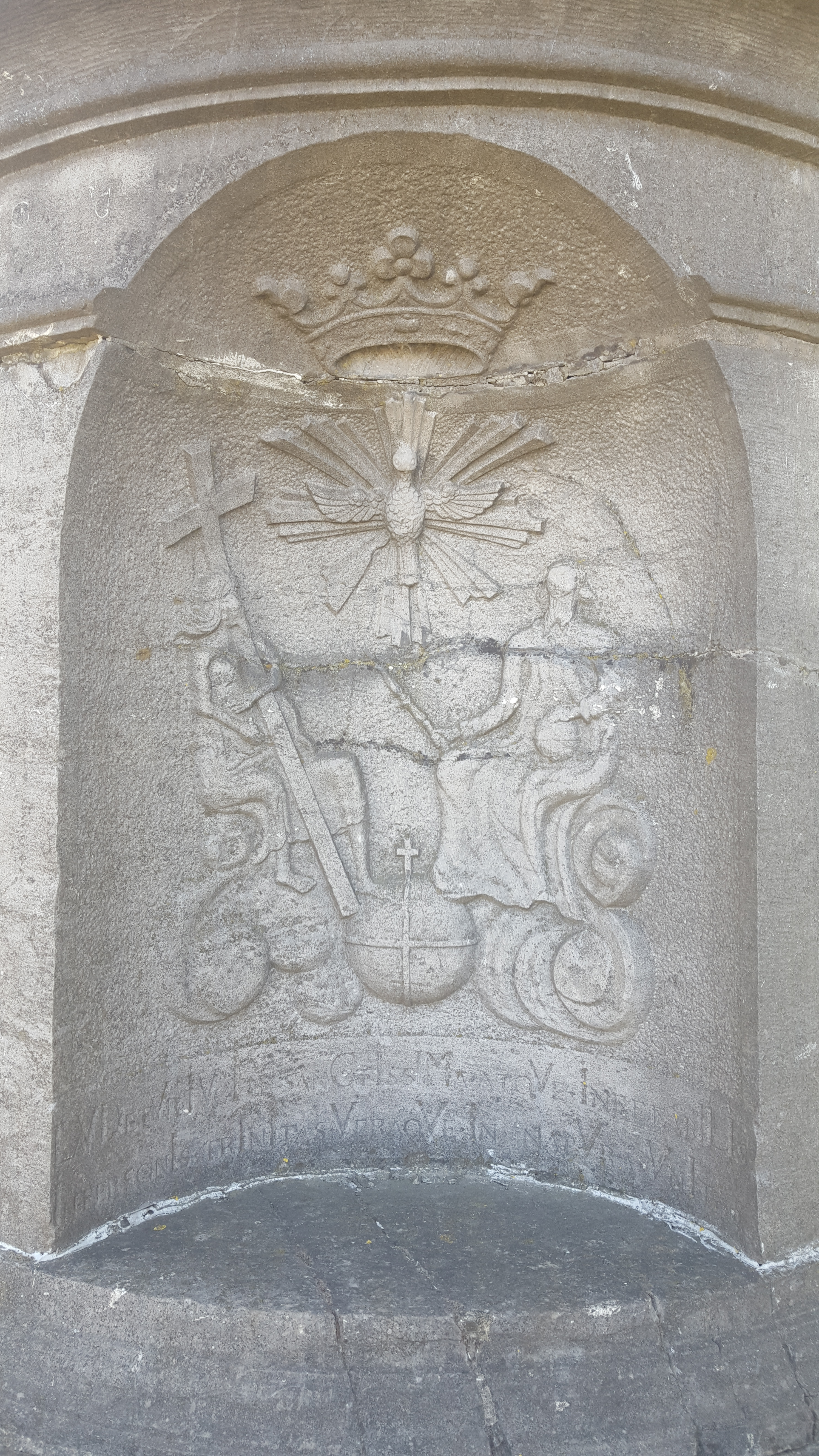
Niche centrale de l'édicule

Cet édicule réalisé totalement en pierre calcaire d'une hauteur d'environ 2,5 m se compose de trois parties : 
- un haut soubassement de base ovale couronné d'une moulure,
- une niche ornée des trois figures de la Trinité (le Père assis à droite, le Fils portant sa croix à gauche et la colombe du Saint-Esprit au-dessus) sous une couronne fleurie et au-dessus d'un globe terrestre et d'un chronogramme en latin (voir Historique),
- un socle débordant de la niche et se rétrécissant vers la base d'un Christ en croix[1].

il s’agit d’une chapelle votive, c’est-à-dire commémorant l’accomplissement d’un vœu

## Classement
L'ensemble formé par la chapelle votive dénommée "Croix de Pierre" ou "Trinité" et les trois ormes qui l'ombragent est repris depuis le 14 juin 1951 sur la liste du patrimoine immobilier classé de Welkenraedt.

## Sources et liens externes
- Inventaire du patrimoine de la région wallonne
- « V.V.V. Drie grenzen - V.V. Drei Grenzen », sur trois-frontieres.be (consulté le 2 avril 2024)